# Luc Provençal
Luc Provençal, né en 1955 à Beauceville, est un enseignant, directeur d'école et homme politique québécois. 
Il est député à l'Assemblée nationale du Québec de la circonscription provinciale de Beauce-Nord sous les couleurs de la Coalition avenir Québec depuis les élections générales québécoises de 2018.

## Biographie
Né en 1955 à Beauceville, Luc Provençal est marié et père de deux enfants. Il obtient un baccalauréat en biochimie en 1978 suivi d'un certificat de premier cycle en sciences de l’éducation en 1983 tous les deux à l'Université du Québec à Trois-Rivières.

### Vie politique
Aux élections municipales de novembre 2009, il devient maire de la ville de Beauceville en obtenant plus de 80 % des votes.  Réélu par acclamation en 2013 et 2017, il devient entre-temps, le 26 novembre 2015, préfet de la MRC Robert-Cliche (aujourd'hui Beauce-Centre).
Lors des élections générales québécoises de 2018, il est élu député de Beauce-Nord à l'Assemblée nationale du Québec sous les couleurs de la Coalition avenir Québec. Conformément à la loi, il doit conséquemment quitter son poste de maire, ce qu'il fait le 15 octobre 2018,.
Il est réélu de justesse lors des élections du 3 octobre 2022 avec 43,4 % des voix contre 42,8 % pour son adversaire conservateur, Olivier Dumais, et un écart de seulement 202 votes. Il avait obtenu 66,4 % des voix en 2018 et une majorité de 15 310 voix.

## Résultats électoraux
|                                                                                             | Nom                       | Parti            | Nombre de voix | %      | Maj. |
| ------------------------------------------------------------------------------------------- | ------------------------- | ---------------- | -------------- | ------ | ---- |
|                                                                                             | Luc Provençal (sortant)   | Coalition avenir | 14 590         | 43,4 % | 202  |
|                                                                                             | Olivier Dumais            | Conservateur     | 14 388         | 42,8 % | -    |
|                                                                                             | Paméla Lavoie-Savard      | Parti québécois  | 1 994          | 5,9 %  | -    |
|                                                                                             | François Jacques-Côté     | Québec solidaire | 1 522          | 4,5 %  | -    |
|                                                                                             | Clermont Rouleau          | Libéral          | 951            | 2,8 %  | -    |
|                                                                                             | Gwendoline Mathieu-Poulin | Climat Québec    | 146            | 0,4 %  | -    |
| Total                                                                                       | Total                     | Total            | 33 591         | 100 %  |      |
| Le taux de participation lors de l'élection était de 77 % et 372 bulletins ont été rejetés. |                           |                  |                |        |      |

|                                                                                               | Nom                 | Parti               | Nombre de voix | %      | Maj.   |
| --------------------------------------------------------------------------------------------- | ------------------- | ------------------- | -------------- | ------ | ------ |
|                                                                                               | Luc Provençal       | Coalition avenir    | 20 039         | 66,4 % | 15 310 |
|                                                                                               | Myriam Taschereau   | Libéral             | 4 729          | 15,7 % | -      |
|                                                                                               | Fernand Dorval      | Québec solidaire    | 2 131          | 7,1 %  | -      |
|                                                                                               | Daniel Perron       | Parti québécois     | 1 546          | 5,1 %  | -      |
|                                                                                               | Isabelle Villeneuve | Conservateur        | 1 414          | 4,7 %  | -      |
|                                                                                               | Nicole Goulet       | Citoyens au pouvoir | 334            | 1,1 %  | -      |
| Total                                                                                         | Total               | Total               | 30 193         | 100 %  |        |
| Le taux de participation lors de l'élection était de 70,8 % et 530 bulletins ont été rejetés. |                     |                     |                |        |        |